# Nannoscincus
Genre
Nannoscincus est un genre de sauriens de la famille des Scincidae.

## Répartition
Les douze espèces de ce genre sont endémiques de Nouvelle-Calédonie.

## Liste des espèces
Selon The Reptile Database (30 décembre 2015) :
- Nannoscincus exos Bauer & Sadlier, 2000
- Nannoscincus fuscus Günther, 1872
- Nannoscincus garrulus Sadlier, Bauer & Smith, 2006
- Nannoscincus gracilis (Bavay, 1869)
- Nannoscincus greeri Sadlier, 1987
- Nannoscincus hanchisteus Bauer & Sadlier, 2000
- Nannoscincus humectus Bauer & Sadlier, 2000
- Nannoscincus koniambo Sadlier, Bauer, Whitaker & Wood, 2014
- Nannoscincus manautei Sadlier, Bauer, Whitaker & Smith, 2004
- Nannoscincus mariei (Bavay, 1869)
- Nannoscincus rankini Sadlier, 1987
- Nannoscincus slevini (Loveridge, 1941)

## Publication originale
- Günther, 1872 : On some new species of reptiles and fishes collected by J. Brenchley, Esq. Annals and Magazine of Natural History, sér. 4, vol. 10, no 60, p. 418–426 (texte intégral).